# 阿里曼

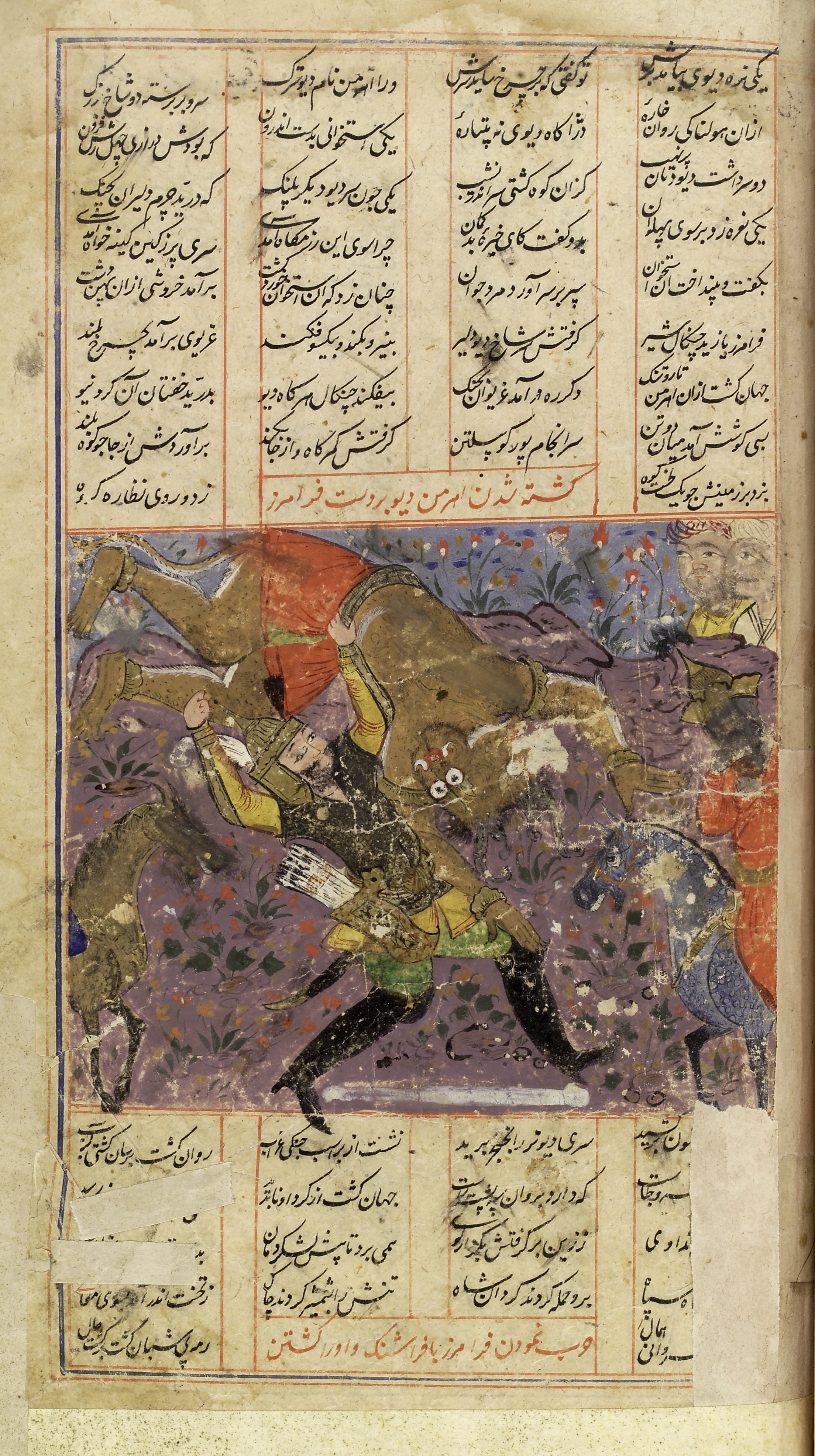
《列王纪》中的插图，法拉马尔兹杀死阿赫里曼

阿里曼（Ahriman），为瑣羅亞斯德教（祆教）中的恶魔，从宇宙形成前就和善神阿胡拉·马兹达的为敌对抗。阿胡拉·马兹达曾将阿里曼囚禁于黑暗中，然后创造了宇宙。但阿里曼苏醒后，就对神的创造物展开攻击。欺骗了地上第一对人类夫妻，利诱他们犯罪。世界因此有了纷争。憎恶、疾病、贫穷和死亡。那之后世界有不间断的善恶争战，在阿里曼的率领下，有七名大恶魔和无数小恶魔会持续对善势力攻击。又译为阿赫里曼，即安哥拉·曼纽（Angra Mainyu）。为一切罪恶和黑暗之源，居住在深渊之中。瑣羅亞斯德教认为阿胡拉·马兹达终将击败并驱逐阿里曼，所有人将得到审判和救赎，并升入天国。
瑣羅亞斯德教認為，世界乃善神阿胡拉·马兹达與惡神阿里曼不斷爭鬥之場所。有傳說阿里曼較阿胡拉．瑪茲達力弱，亦有傳說兩者勢均力敵，眾說紛紜。但無論如何，阿胡拉．瑪茲達於將創造世界時，定然認為將這名敵對者放置不睬有所不妥。於是以咒語將阿里曼困縛了3000年，並趁此時創造了世界。之後解除咒縛的阿里曼心中大怒，轉而反擊。他創造了毒蛙、毒蛇、毒蜥蜴、毒蠍，以及1萬種病魔，將它們放諸於世。此後，善神同惡神的鬥爭直至今日依舊不息。
瑣羅亞斯德教的异端「祖爾宛派」认为，奥尔马兹达（ohrmazd；即阿胡拉·馬茲達）和阿里曼是一对双胞胎，是「永恒存在」之神(真正的最高神祖爾宛)的儿子。神曾发誓：要赐给先出生的儿子统治一切的权利。于是本该后出生的阿里曼竭尽全力挤了出来，代替他的兄弟成了先出生的儿子。无奈的神只能在洗礼奥尔马兹达之后，将权柄交给了阿里曼。虽然阿里曼一时得逞，但最后正义终将战胜邪恶。
阿里曼是一切邪魔的主人，統馭以六大惡魔(加上阿里曼為七大魔王)為首的無數德弗(Daeva，泛稱古伊朗神話傳說中的魔怪，與善神為敵）造惡無數，他的德弗手下包括Druj（谎言的象征）、Naonhaithyeh（傲慢的象征）、Sauru（混乱的制造者）、Aka Manah（邪恶的化身）、Nasu（腐烂的化身）、Apaosha（干旱的化身）、Jahi（诱惑的女魔）以及艾什瑪Aesma（愤怒的恶魔）......他同时也是三首毒龙「阿茲達哈卡(Azhi Dahaka)」的创造者。偶爾會化為人類接近諸國國王，教以奢侈令王墮落。阿里曼於國王墮落後用計親吻國王雙肩，令國王兩肩各生出一對蛇。可怕的是，這對蛇每日各需吃食一個活人的腦子。《王者之书》记载，他诱使扎哈克王子（Zahak）堕落使其双肩长出两条毒蛇。

## 形象
阿里曼以各种形象出现，如一名青年男子、一条毒蛇、一只蝎子......他常制造种种与美好作对的恶事：以丑陋毁坏美丽，以病疫夺走健康，以死亡残害生命。他使水变咸、土地荒芜、植物枯萎、动物衰弱、制造沙尘暴、用烟雾玷污圣火。他曾经杀死了最初的人和最初的牛。